# Präsidentschaftswahl in den Vereinigten Staaten 1968
Die 46. Wahl des Präsidenten der Vereinigten Staaten von Amerika fand am 5. November 1968 statt. Lyndon B. Johnson, der amtierende Präsident, stellte sich nicht erneut zur Wiederwahl.
Gewählt wurde der Republikaner Richard Nixon, der sich knapp an Stimmen, doch mit deutlichem Vorsprung bei den Wahlmännern gegen den amtierenden Vizepräsidenten Hubert H. Humphrey durchsetzen konnte.

## Kandidaten

### Demokraten

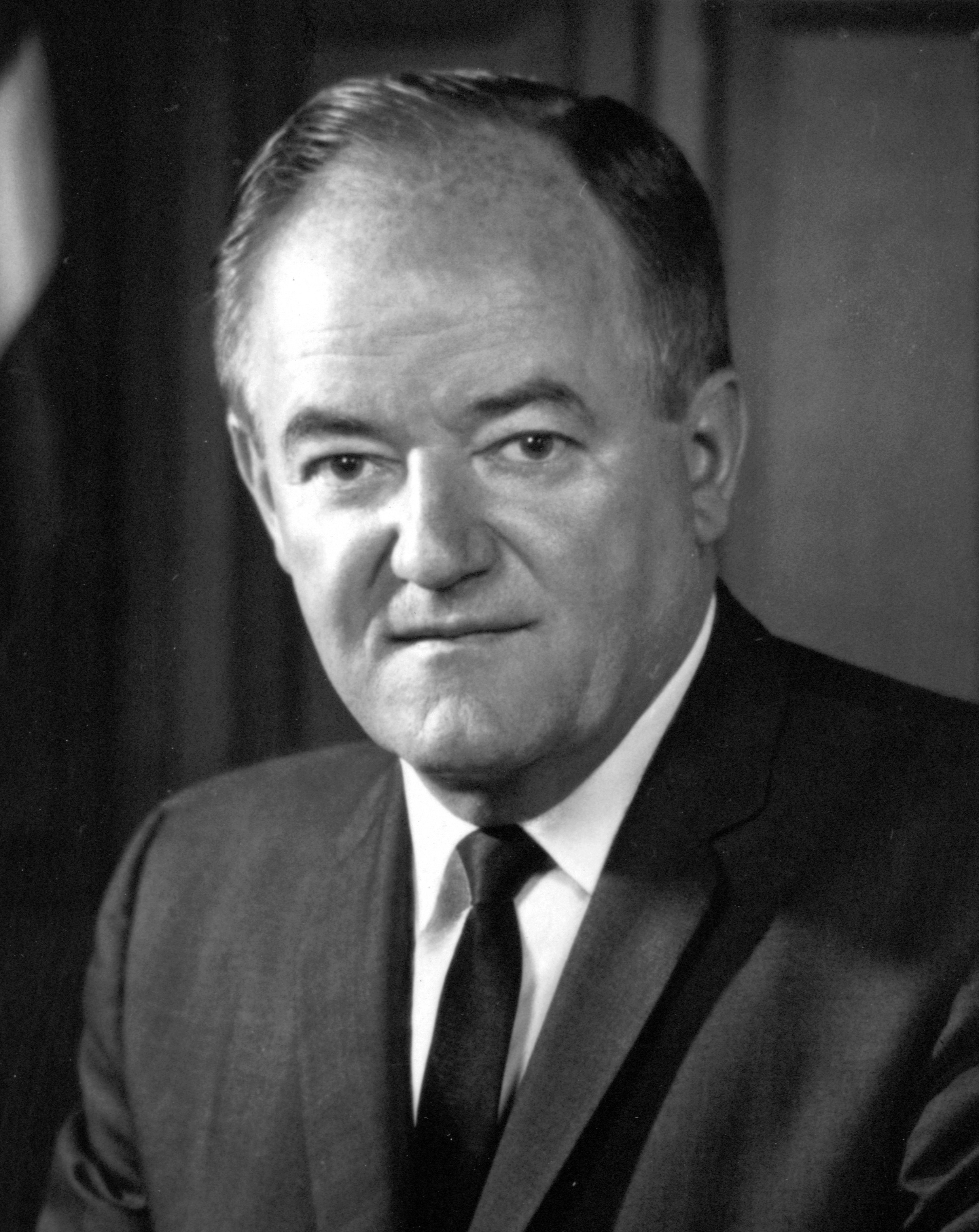
Vizepräsident Hubert Humphrey aus Minnesota

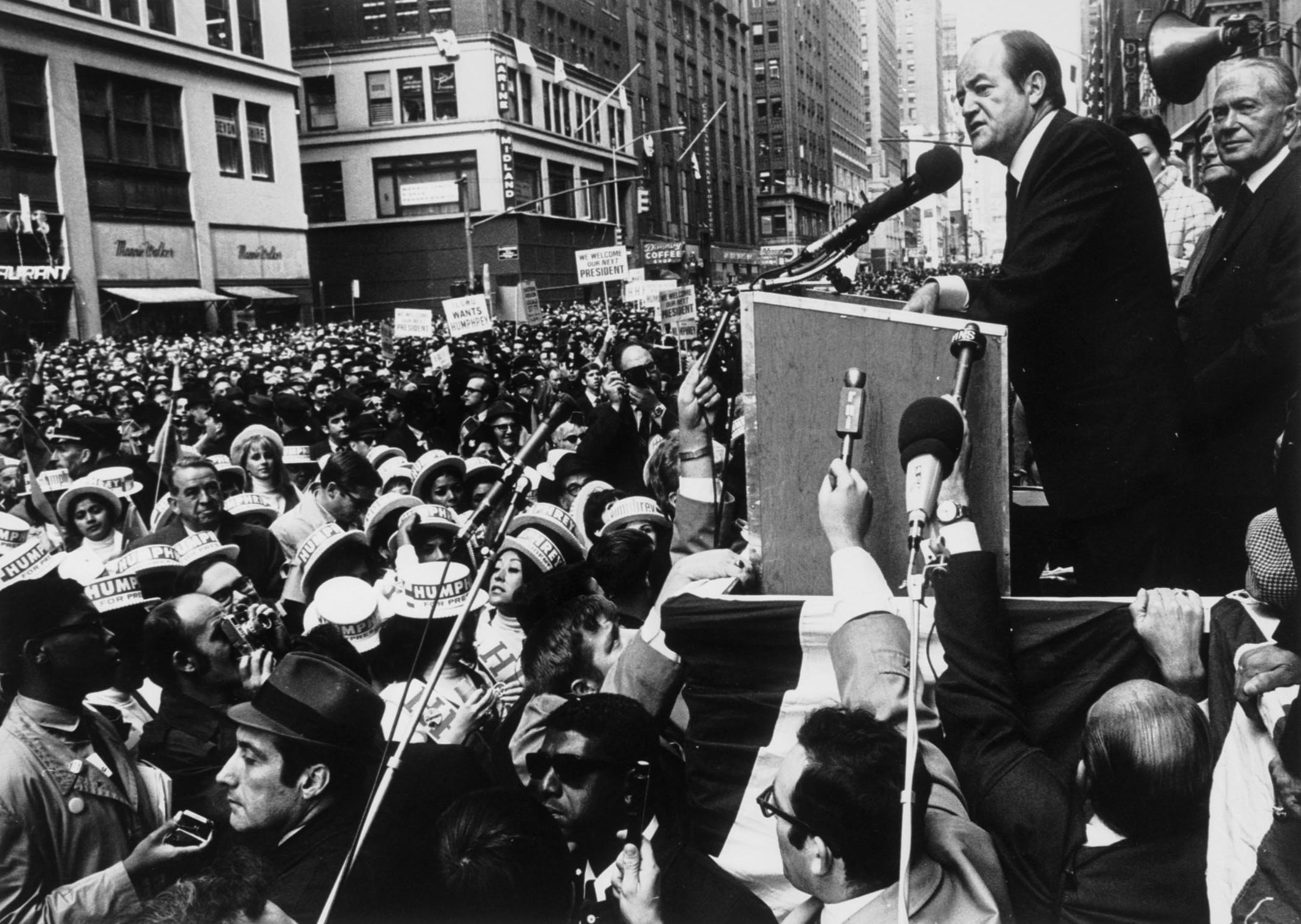
Humphrey bei einem Wahlkampfauftritt in New York im Herbst 1968

Obwohl der 22. Zusatzartikel der amerikanischen Verfassung die Wählbarkeit des Präsidenten auf zwei Amtsperioden beschränkte, war der amtierende Präsident Lyndon B. Johnson nicht von einer Wahlteilnahme ausgeschlossen. Johnson hatte die Präsidentschaft im November 1963 nach der Ermordung John F. Kennedys übernommen und dessen angebrochene Amtszeit beendet, bevor er bei der Wahl 1964 für eine komplette Amtsperiode wiedergewählt wurde. Da jedoch von Kennedys Amtszeit schon mehr als die Hälfte verstrichen war, wäre für Johnson eine erneute Wiederwahl möglich gewesen.
Anfang 1968 war daher Präsident Johnson in der US-Öffentlichkeit der wahrscheinlichste Kandidat der Demokratischen Partei. Umso mehr überraschte am 31. März 1968 seine Ankündigung, nicht noch einmal kandidieren zu wollen, die ganze Nation. Johnson gab gleichzeitig bekannt, die verbleibenden Monate im Amt für Verhandlungen zur Beendigung des Vietnamkrieges zu nutzen und sich dabei nicht den innenpolitischen Belastungen eines Präsidentschaftswahlkampfes aussetzen zu wollen. Tatsächlich hatte er – u. a. politisch stark geschwächt durch die Eskalation des Krieges im Zuge der Tet-Offensive im Januar und Februar 1968 – sich zuvor in den Vorwahlen von New Hampshire nur überraschend knapp gegen den innerparteilichen Anti-Vietnamkriegs-Kandidaten Eugene McCarthy durchsetzen können. Wenige Tage danach war zudem mit Robert F. Kennedy, einem Bruder von Johnsons ermordetem Amtsvorgänger, ein weiterer Demokrat in den Wahlkampf eingetreten. Für die nächste Vorwahl sagten interne Meinungsumfragen dem Präsidenten sogar eine Niederlage voraus. Außerdem war Johnsons Gesundheit angeschlagen.
Mit Johnsons Verzicht war der Weg frei für Vizepräsident Hubert H. Humphrey, dessen Aussage bei der Bekanntgabe seiner Kandidatur, er wolle sich unter anderem für „politics of joy“ (eine Politik der Freude bzw. des Spaßes) einsetzen, vielfach als wenig sensibel empfunden wurde, angesichts der außen- (Vietnamkrieg) und innenpolitischen (Rassenunruhen nach der Ermordung Martin Luther Kings) Krisen, in denen sich die USA gerade befanden.
Humphreys offizieller Eintritt in den Wahlkampf erfolgte jedoch erst Ende April und damit zu spät, um noch an den restlichen Vorwahlen teilnehmen zu können, die somit vorwiegend zu einem Duell zwischen den Senatoren Kennedy und McCarthy wurden, die beide den linken Parteiflügel repräsentierten. Dabei gewann Kennedy in Indiana, Nebraska, South Dakota und Kalifornien, McCarthy in Oregon. Mit dem Sieg in Kalifornien hatte Kennedy 622 Parteitagsdelegierte auf seine Seite gebracht und damit McCarthy (305 Delegierte) überholt. Beide lagen aber hinter Humphrey zurück, der laut Medienberichten bereits über 1067 Delegierte verfügte, da 1968 Vorwahlen nur in einer Minderheit der Bundesstaaten stattfanden und der Einfluss des Vizepräsidenten in etlichen jener Staaten, in denen die Parteitagsdelegierten durch den Parteiapparat bestimmt wurden, offensichtlich größer war. Für die Nominierung waren 1312 Delegierte nötig. Während Humphrey davon ausging, seinen Vorsprung bis zum Parteitag halten zu können und dort auch ohne Vorwahlsieg nominiert zu werden, hoffte Kennedy, seinen Rückstand in den verbleibenden zweieinhalb Monaten noch aufzuholen, was als zwar schwierig, wenngleich nicht unmöglich betrachtet wurde. Nach 1968 konnte kein Präsidentschaftsanwärter mehr nominiert werden, ohne in den Vorwahlen ausreichend Siege erzielt zu haben.
Die Frage der demokratischen Nominierung war somit noch nicht entschieden, als ein in Pasadena lebender Palästinenser namens Sirhan Sirhan am Abend der kalifornischen Vorwahl ein Schussattentat auf Kennedy verübte, an dessen Folgen der Senator tags darauf starb. Motiv des Täters war vermutlich Empörung über betont pro-israelische Aussagen Kennedys, die ähnliche Positionen seiner Konkurrenten noch übertrafen und besonders an die umworbene jüdische Wählerschaft gerichtet waren. Nach dem Attentat verfügte Präsident Johnson, alle Präsidentschaftskandidaten unter den Schutz des Secret Service zu stellen.
Mit dem Tod Kennedys stand Vizepräsident Humphrey als demokratischer Kandidat de facto fest, zumal Kennedys Delegierte nicht in der Lage waren, sich einheitlich hinter einen Konkurrenten Humphreys zu stellen. Auf dem Nominierungsparteitag vom 26. bis 29. August sicherte sich Humphrey 1759 Delegiertenstimmen, während McCarthy lediglich 601 Stimmen erzielte. Die offizielle Nominierung auf dem Parteitag in Chicago wurde jedoch von schweren Auseinandersetzungen zwischen militanten Vietnamkriegsgegnern und der auf Anweisung des Bürgermeisters Richard J. Daley extrem hart agierenden Polizei überschattet. Als Running Mate wählte Humphrey den Senator Edmund Muskie.

### Republikaner

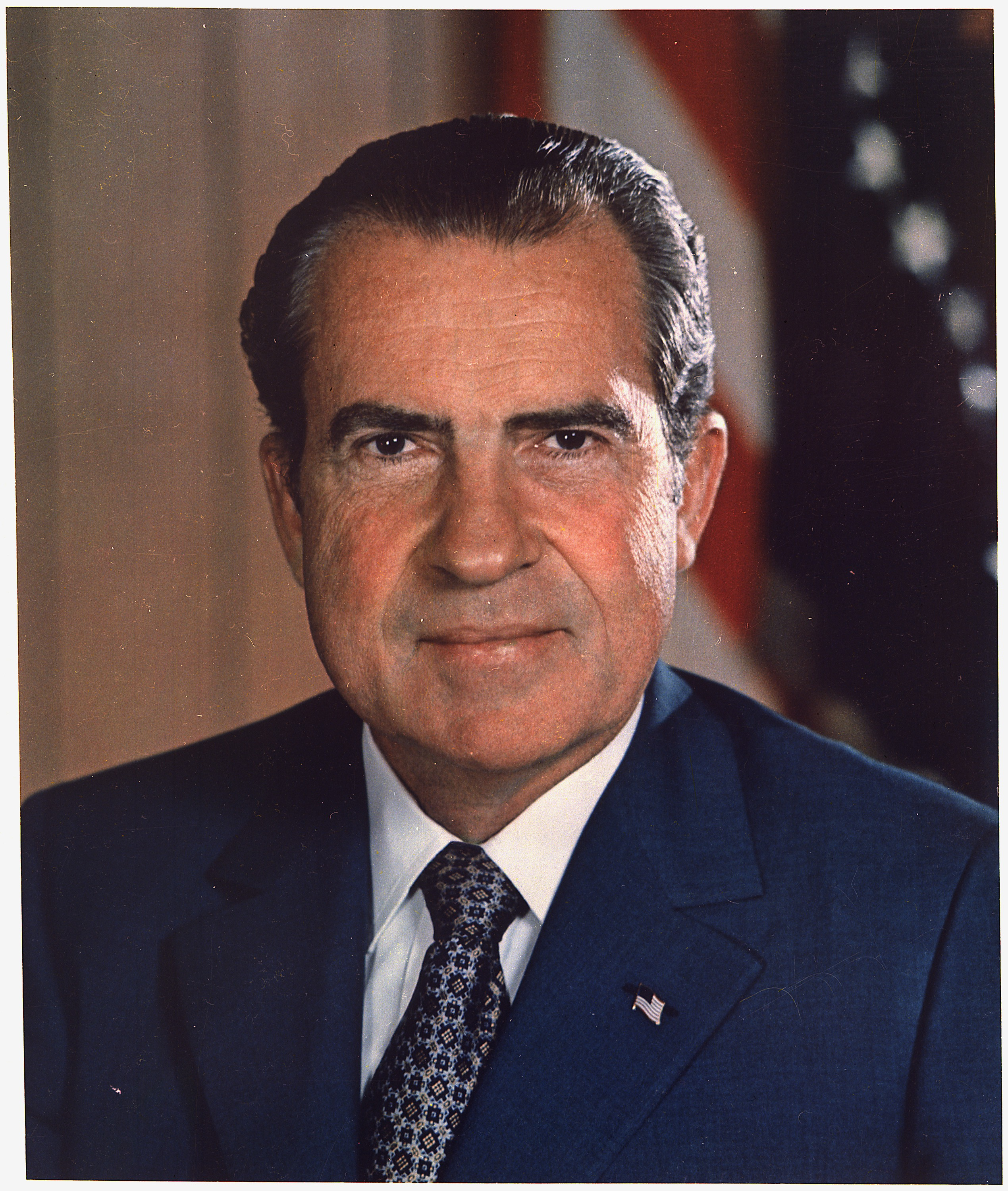
Ehemaliger Vizepräsident Richard Nixon aus Kalifornien

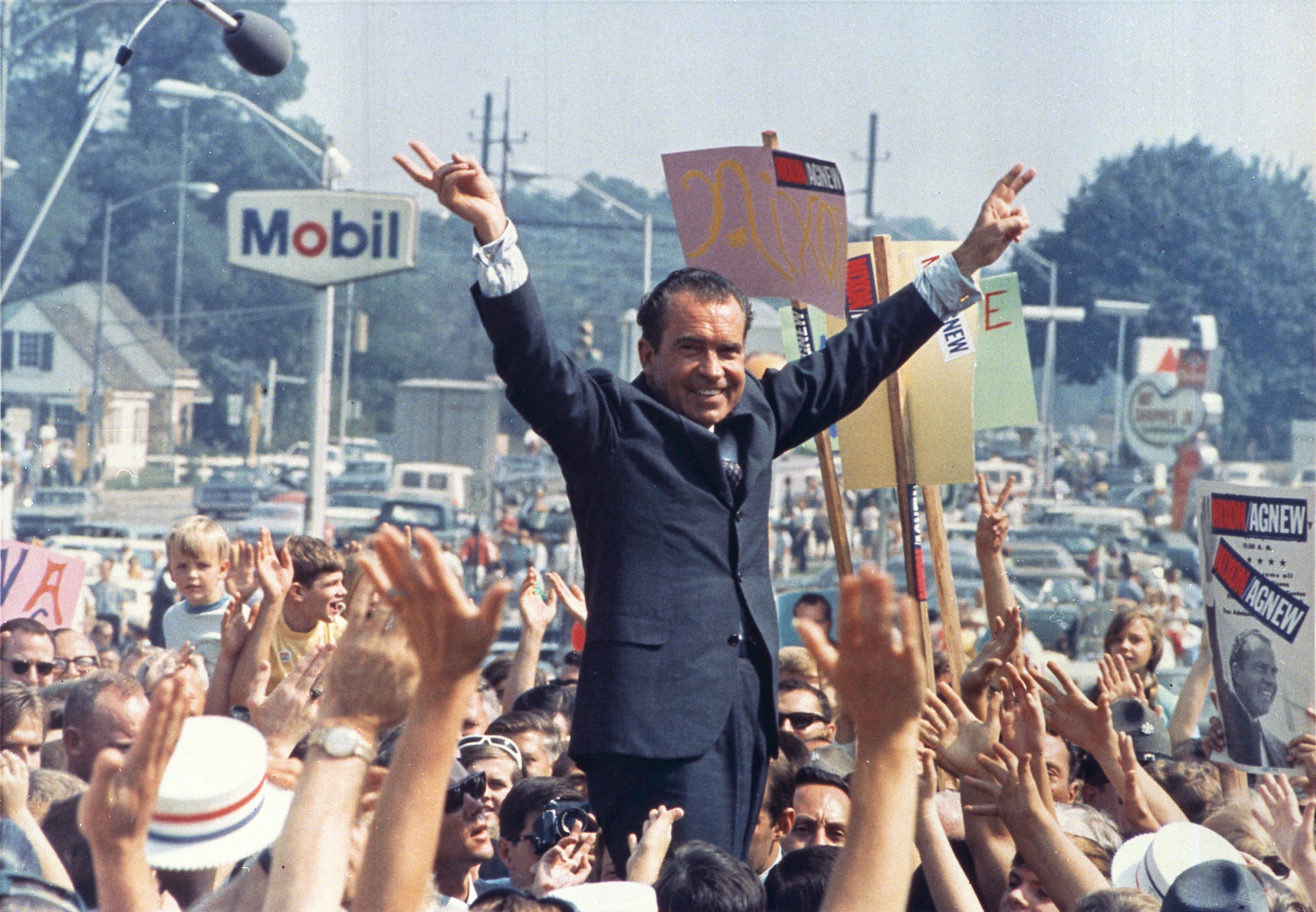
Nixon mit seinem Victory-Zeichen im Wahlkampf, 1968

Die Republikanische Partei nominierte Richard Nixon, der zwar von Anfang an als Favorit gegolten hatte, aber auch von der Schwäche und Unentschlossenheit seiner Gegner profitierte, die ihren Vorwahlkampf entweder frühzeitig abbrachen (wie George W. Romney, Gouverneur aus Michigan, der wegen seiner Behauptung, er sei vom US-Militär in Vietnam einer „Gehirnwäsche“ unterzogen worden, heftig kritisiert und verspottet wurde), zu lange mit ihrer Kandidatur zögerten (wie der New Yorker Gouverneur Nelson Rockefeller) oder diese nur halbherzig betrieben (wie der kalifornische Gouverneur Ronald Reagan). Kandidat für das Amt des Vizepräsidenten wurde der Gouverneur von Maryland Spiro Agnew.

### Sonstige
Die American Independent Party nominierte den Gouverneur Alabamas, George Wallace, und für das Amt des Vizepräsidenten den Air-Force-General Curtis E. LeMay, der vorschlug, Nuklearwaffen in Vietnam einzusetzen. Für die Kommunistische Partei der USA (CPUSA) kandidierte Charlene Mitchell als Präsidentin. Damit war die CPUSA die erste US-amerikanische Partei, die jemals eine Frau und einen afroamerikanischen Menschen für die Präsidentschaft nominierte.

## Wahlkampf

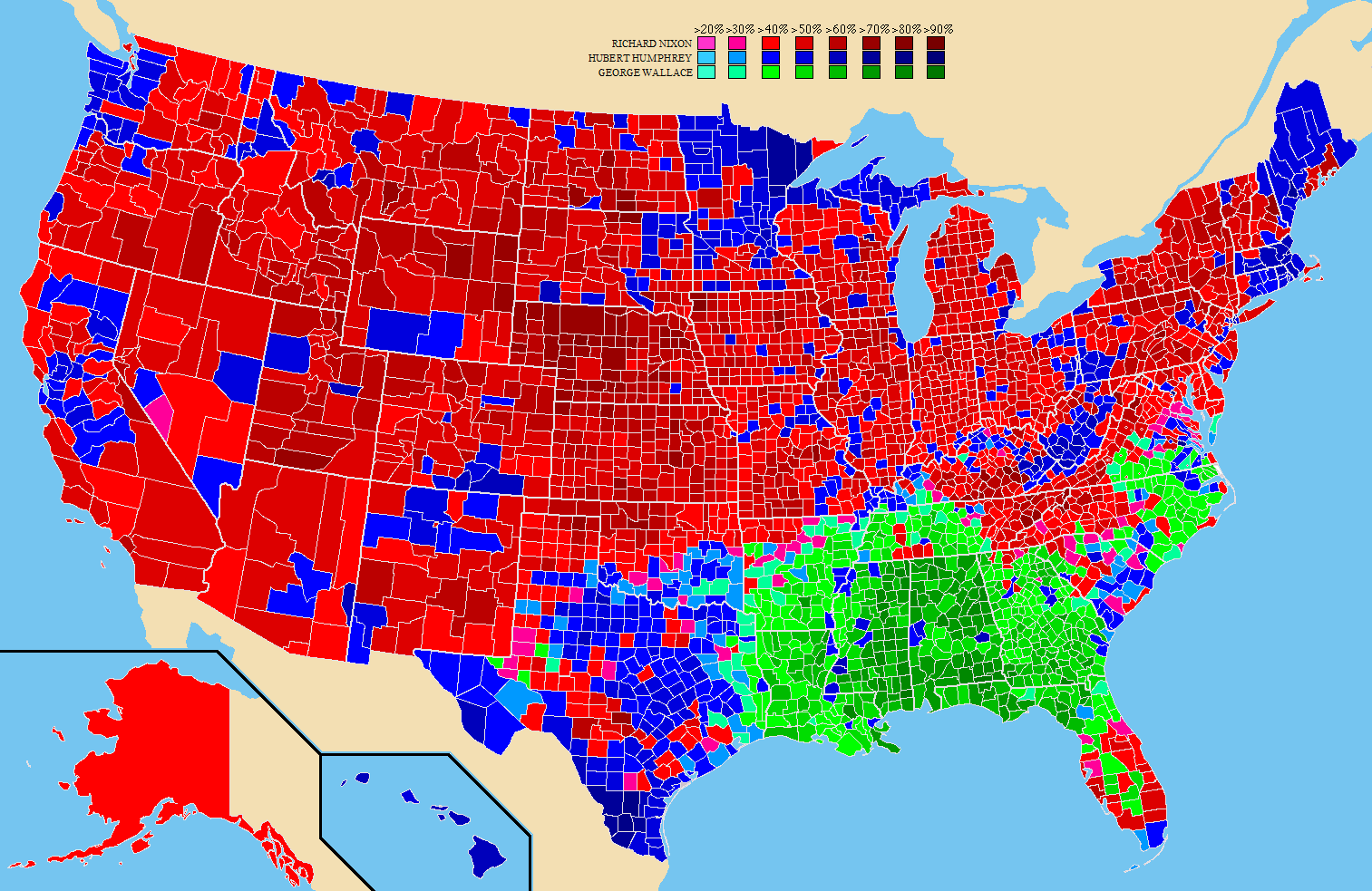
Ergebnisse nach Countys

Die beherrschenden Themen im Wahlkampf waren der Vietnamkrieg, die zunehmende Gewalt in der amerikanischen Gesellschaft, die brutalen Ausschreitungen während des demokratischen Parteitags und nicht zuletzt der gewaltsame Tod Robert F. Kennedys. Nixon begann seine Kampagne mit einem großen Vorsprung in den Meinungsumfragen, der jedoch zusehends schrumpfte, als sich Humphrey mehr und mehr von Johnson emanzipierte und dieser zudem am 31. Oktober, sechs Tage vor der Wahl, einen endgültigen Stopp der Bombardierungen Nordvietnams anordnete.
Letztendlich setzte sich aber doch Nixon mit seinem Appell an die „große schweigende Mehrheit“ der Amerikaner, dem Versprechen, für eine „Rückkehr der Normalität“ zu sorgen, und der Behauptung, einen „geheimen Plan“ zur Beendigung des Vietnamkonfliktes zu besitzen, durch. Ein großer Unsicherheitsfaktor blieb bis zuletzt die Kandidatur von George Wallace, da nicht klar war, welchen der beiden Spitzenkandidaten er mehr Stimmen kosten würde. Außerdem schien bei einem starken Abschneiden von Wallace und einem knappen Rennen zwischen Nixon und Humphrey fraglich, ob überhaupt ein Kandidat die absolute Mehrheit der Wahlmänner würde erringen können. Andernfalls hätte das Repräsentantenhaus (wie schon 1824) den Präsidenten wählen müssen. Zu jenem Zeitpunkt verfügte die Demokratische Partei über eine deutliche Mehrheit in der Kongresskammer.
Bei der Abstimmung der Wahlmänner gab es eine Abweichung zum Wahlergebnis, da der in North Carolina als Wahlmann für Richard Nixon gewählte Lloyd W. Bailey seine Stimme statt für Nixon für George Wallace abgab, der damit statt der ursprünglich in den Staaten Alabama, Arkansas, Georgia, Louisiana und Mississippi gewonnenen 45 Wahlmänner 46 Stimmen des Electoral College erhielt.

## Ergebnis
| Kandidat        | Partei | Partei               | Stimmen    | Stimmen | Wahlmänner |
| Kandidat        | Partei | Partei               | Anzahl     | Prozent | Wahlmänner |
| --------------- | ------ | -------------------- | ---------- | ------- | ---------- |
| Richard Nixon   |        | Republikaner         | 31.785.148 | 43,4 %  | 301        |
| Hubert Humphrey |        | Demokrat             | 31.274.503 | 42,7 %  | 191        |
| George Wallace  |        | American Independant | 9.901.151  | 13,5 %  | 46         |
| Andere          | Andere | Andere               | 243.258    | 0,3 %   | —          |
| Gesamt          | Gesamt | Gesamt               | 73.199.998 | 100 %   | 538        |

270 Stimmen waren für die Wahl zum Präsidenten notwendig.